# Мъглища
Мъглища е село в Южна България. То се намира в община Мадан, област Смолян.

## География
Мъглища е село в Южна България. То се намира в община Мадан, област Смолян.
Отстои на 3 км западно от град Мадан, на 32 км югоизточно от град Смолян, на близо 17 км североизточно от град Рудозем и на 269 км югоизточно от София.
Има редовен автобусен транспорт до град Мадан.
Намира се в Централните Родопи на 778 м надморска височина. Климатът е преходно-континентален. Зимата е продължителна, но мека. Лятото е прохладно.
Постоянното население е около 270 души.
Тук функционират кметство, магазин и механа. В селото има покритие на мобилните оператори, Интернет и кабелна телевизия. Най-близко разположените детска градина, училище и болница се намират на територията на град Мадан.

## Културни и природни забележителности
Природна забележителност е пещерата в местността „Дупката“, която отстои на 2 км от центъра на село Мъглища. По асфалтовия път за село Чурка се тръгва по черен път, който почти по хоризонтала отвежда до ливади с характерна премка и чешма. Оттам се открива гледка към долината на река Арда в посоката на град Рудозем. Колата се оставя там и пеша се продължава надолу вляво по пътя, който след около 300 метра завива вляво надолу и свършва в ливадата на чийто край граничи с голям наклонен въртоп с букови дървета. Входът на пещерата се намира в долния край на въртопа и подхода е силно обрасъл с къпини и коприва.
Описание: Входът е около два метра висок и около три метра широк. Основната галерия е низходяща и следва големи мраморни цепнатини. На около 40 метра от входа, галерията пропада в 3 метра кладенец, над който се отваря възходяща странична галерия, която води до малка кална зала. Надолу основната галерия завива по друга цепнатина надясно. Следва криволичещ меандър с остри, оформени от течаща вода ръбове. Стига се до остър завой наляво, където се влива леглото на странична галерия, а основната галерия става тясна и висока, почти невъзможна за проникване. По протежение на основната галерия, пещерата събира няколко странични притока.